# ABBA ORO – Grandes Exitos
ABBA ORO – Grandes Exitos je kompilacija hitova švedskog sastava ABBA na španjolskom jeziku.

## Popis pjesama
1. "Fernando" – 4:17
2. "Chiquitita" – 5:30
3. "Gracias Por La Música" ("Thank You for the Music") – 3:49
4. "La Reina Del Baile" a.k.a. "Reina Danzante" ("Dancing Queen") – 4:02
5. "Al Andar" ("Move On") – 4:44
6. "¡Dame! ¡Dame! ¡Dame!" ("Gimme! Gimme! Gimme! (A Man After Midnight)") – 4:51
7. "Estoy Soñando" ("I Have a Dream") – 4:38
8. "Mamma Mia" – 3:34
9. "Hasta Mañana" – 3:09
10. "Conociéndome, Conociéndote" ("Knowing Me, Knowing You") – 4:04
11. "Felicidad" ("Happy New Year") - 4:24
12. "Andante, Andante" - 4:39
13. "Se Me Está Escapando" ("Slipping Through My Fingers") - 3:52
14. "No Hay A Quien Culpar" ("When All Is Said And Done") - 3:13
15. "Ring ring (bara du slog en signal)" - 3:00